# Thairo Estrada
Thairo José Estrada (Bejuma, Venezuela, 22 de febrero de 1996), más conocido como Thairo Estrada, es un jugador profesional venezolano de béisbol que se desempeña en la posición de segunda base en Colorado Rockies, equipo de las Grandes Ligas de Béisbol (MLB).

## Carrera
Estrada hizo su debut en la MLB con el equipo New York Yankees, en el cual jugó dos temporadas (2019-2020), después pasó a San Francisco Giants (2021-2024), posteriormente a Colorado Rockies.